# Communauté de communes de l’Aillantais en Bourgogne
Die Communauté de communes de l’Aillantais en Bourgogne ist ein französischer Gemeindeverband mit der Rechtsform einer Communauté de communes im Département Yonne in der Region Bourgogne-Franche-Comté. Sie wurde am 30. Dezember 1993 gegründet und umfasst aktuell 13 Gemeinden. Der Verwaltungssitz befindet sich im Ort Montholon.

## Historische Entwicklung
Per 1. Januar 2016 bildeten sich die Communes nouvelles
- Le Val-d’Ocre aus den ehemaligen Gemeinden Saint-Aubin-Château-Neuf und Saint-Martin-sur-Ocre sowie
- Valravillon aus den ehemaligen Gemeinden Guerchy, Laduz, Neuilly und Villemer.

Per 1. Januar 2017 bildete sich die Commune nouvelle Montholon aus den ehemaligen Gemeinden Aillant-sur-Tholon, Champvallon, Villiers-sur-Tholon und Volgré.
Der Rat des Gemeindeverbands beschloss in seiner Sitzung vom 25. Februar 2021 die Änderung des bisherigen Namens Communauté de communes de l’Aillantais auf den aktuellen Namen.

## Mitgliedsgemeinden
| Gemeinde                                            | Einwohner 1. Januar 2022 | Fläche km² | Dichte Einw./km² | Code INSEE | Postleitzahl |
| --------------------------------------------------- | ------------------------ | ---------- | ---------------- | ---------- | ------------ |
| Chassy                                              | 475                      | 16,45      | 29               | 89088      | 89110        |
| Fleury-la-Vallée                                    | 1.019                    | 15,06      | 68               | 89167      | 89113        |
| La Ferté-Loupière                                   | 547                      | 30,48      | 18               | 89163      | 89110        |
| Le Val d’Ocre                                       | 559                      | 29,47      | 19               | 89334      | 89110        |
| Les Ormes                                           | 284                      | 8,55       | 33               | 89281      | 89110        |
| Merry-la-Vallée                                     | 361                      | 18,31      | 20               | 89251      | 89110        |
| Montholon                                           | 2.730                    | 50,08      | 55               | 89003      | 89110        |
| Poilly-sur-Tholon                                   | 670                      | 19,56      | 34               | 89304      | 89110        |
| Saint-Maurice-le-Vieil                              | 372                      | 4,93       | 75               | 89360      | 89110        |
| Saint-Maurice-Thizouaille                           | 255                      | 1,95       | 131              | 89361      | 89110        |
| Senan                                               | 680                      | 17,54      | 39               | 89384      | 89710        |
| Sommecaise                                          | 387                      | 15,53      | 25               | 89397      | 89110        |
| Valravillon                                         | 1.777                    | 37,05      | 48               | 89196      | 89116        |
| Communauté de communes de l’Aillantais en Bourgogne | 10.116                   | 264,96     | 38               | –          | –            |